# Talsperre San Roque
Die Talsperre San Roque (spanisch Represa San Roque bzw. Dique San Roque) ist eine Talsperre mit Wasserkraftwerk in der Provinz Córdoba, Argentinien. Sie staut den Río Suquía zu einem Stausee auf. Die Talsperre und das zugehörige Wasserkraftwerk werden auch als Wasserkraftwerkskomplex San Roque (span. Complejo hidroeléctrico San Roque) bezeichnet. Die Stadt Córdoba liegt rund 20 km östlich der Talsperre.
Die Talsperre dient der Trinkwasserversorgung und der Stromerzeugung. Mit dem Bau der Talsperre wurde 1939 begonnen. Sie wurde 1944 fertiggestellt. Die Talsperre und das Wasserkraftwerk sind in Staatsbesitz (Empresa Prov. de Energía Córdoba).

## Absperrbauwerk

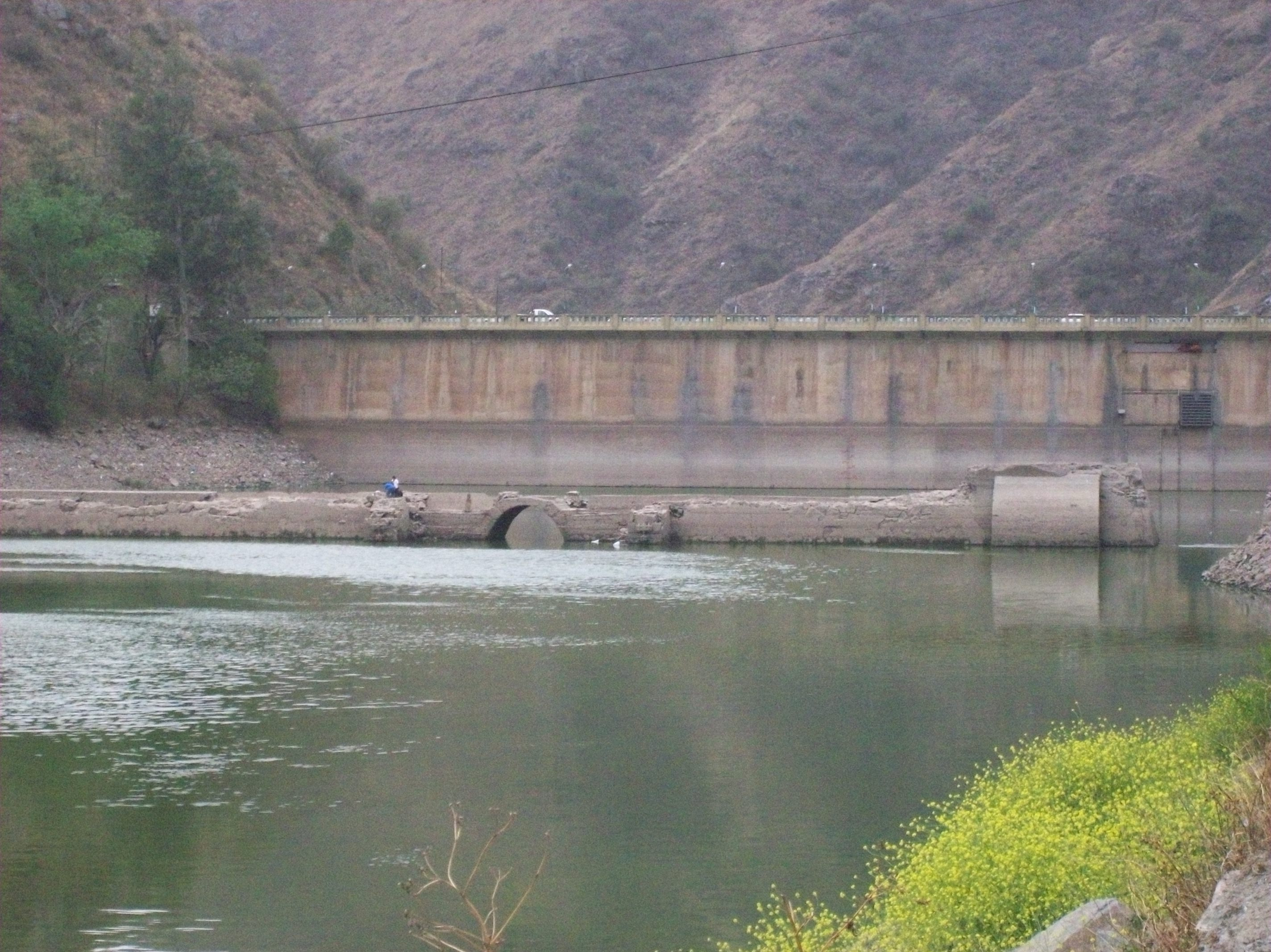
Die Reste der alten Staumauer

Das Absperrbauwerk ist eine Gewichtsstaumauer aus Beton mit einer Höhe von 44,3 m über dem Flussbett. Die Mauerkrone liegt auf einer Höhe von 652,3 m über dem Meeresspiegel. Die Länge der Mauerkrone beträgt 145 m, ihre Breite an der Krone 5 m. Das Volumen des Absperrbauwerks liegt bei 89.000 m³. Die Staumauer verfügt über eine Hochwasserentlastung (Typ Überfalltrichter), über die maximal 280 m³/s abgeleitet werden können.
Etwa 150 m flussaufwärts von der heutigen Talsperre liegen die Reste der alten Staumauer, die bei Niedrigwasser noch zu sehen sind. Die ursprüngliche Staumauer wurde in den 1880er Jahren durch den Ingenieur Carlos Cassaffousth errichtet und am 12. April 1890 eingeweiht. Nachdem die neue Talsperre 1944 errichtet war, sollte die alte Staumauer gesprengt werden, was aber nur teilweise gelang.

## Stausee
Das normale Stauziel liegt zwischen 627 und 643,3 m. Bei einem Stauziel von 643,3 m erstreckt sich der Stausee über eine Fläche von rund 16,39 km² und fasst 190,52 Mio. m³ Wasser. Das maximale Stauziel beträgt 651 m.

## Kraftwerk
Das Maschinenhaus des Kraftwerks befindet sich ungefähr 4 km von der Talsperre entfernt auf dem rechten Flussufer. Die installierte Leistung beträgt 24 MW. Die durchschnittliche Jahreserzeugung wird mit 60 Mio. kWh angegeben.
Die 4 Francis-Turbinen leisten jeweils maximal 6 MW. Die Nenndrehzahl der Turbinen beträgt 600 min−1. Die Fallhöhe liegt zwischen 105 und 130 m.